# Athlétisme à l'Universiade d'été de 1999
Navigation
Catane 1997 Pékin 2001
Les épreuves d'athlétisme de l'Universiade d'été 1999 se sont déroulées à Palma de Majorque, en Espagne.

## Résultats
| 100 m | André Domingos 10 s 34                                                        | John Capel 10 s 35                                                                                               | Matthew Quinn 10 s 42                                                                   |
| 200 m | Coby Miller 20 s 32                                                           | Patrick van Balkom 20 s 57                                                                                       | Christos Magos 20 s 70                                                                  |
| 400 m | Jerome Davis 44 s 91                                                          | Paston Coke 45 s 15                                                                                              | Jopie van Oudtshoorn 45 s 21                                                            |
| 800 m | Norberto Téllez 1 min 46 s 11                                                 | André Bucher 1 min 46 s 49                                                                                       | Derrick Peterson 1 min 46 s 75                                                          |
| 1 500 m | Bernard Lagat 3 min 40 s 99                                                   | Leszek Zblewski 3 min 41 s 81                                                                                    | Lorenzo Lazzari 3 min 42 s 36                                                           |
| 5 000 m | Serhiy Lebid 13 min 37 s 52                                                   | Roberto García 13 min 38 s 59                                                                                    | Naoki Mishiro 13 min 39 s 10                                                            |
| 10 000 m | José Manuel Martínez 29 min 37 s 56                                           | Naoki Mishiro 29 min 39 s 14                                                                                     | Pedro Trejo 29 min 47 s 27                                                              |
| Semi marathon | Marílson dos Santos 1 h 04 min 05                                             | Takayuki Nishida 1 h 04 min 11                                                                                   | Oh Sung-Keun 1 h 04 min 33                                                              |
| 110 m haies | Terrence Trammell 13 s 44                                                     | Jonathan N'Senga 13 s 50                                                                                         | Dawane Wallace 13 s 59                                                                  |
| 400 m haies | Pawel Januszewski 48 s 64                                                     | Bayano Kamani 48 s 74                                                                                            | Marcel Schelbert 48 s 77                                                                |
| 3 000 m steeple | Giuseppe Maffei 8 min 33 s 18                                                 | Khamis Seif Abdullah 8 min 33 s 82                                                                               | Joël Bourgeois 8 min 34 s 20                                                            |
| 4 × 100 m | États-Unis Kaaron Conwright Terrence Trammell Coby Miller John Capel 38 s 55  | Afrique du Sud Morné Nagel Bradley Agnew Lee-Roy Newton Mathew Quinn 39 s 08                                     | Italie Luca Verdecchia Alessandro Orlandi Alessandro Attene Andrea Colombo 39 s 31      |
| 4 × 400 m | États-Unis Tony Berrian Brandon Couts Derrick Brew Jerome Davis 3 min 00 s 88 | Royaume-Uni Richard Knowles Geoff Dearman Chris Rawlinson Jared Deacon Graham Beasley John Stewart 3 min 03 s 95 | Sénégal Ousmane Niang Papa Serigne Diene Jules Doumbya Alpha Babacar Sall 3 min 05 s 45 |
| 20 km marche | Alejandro López 1 h 25 min 12 s                                               | Lorenzo Civallero 1 h 25 min 23 s                                                                                | Daisuke Ikeshima 1 h 26 min 01 s                                                        |
| Saut en hauteur | Ben Challenger 2,30 m                                                         | Mark Boswell 2,30 m                                                                                              | Lee Jin-Taek 2,28 m                                                                     |
| Saut à la perche | Richard Spiegelburg 5,60 m                                                    | Štěpán Janáček 5,60 m                                                                                            | Romain Mesnil 5,55 m                                                                    |
| Saut en longueur | Oleksiy Lukashevych 8,16 m                                                    | Luis Méliz 8,05 m                                                                                                | Erik Nijs 7,99 m                                                                        |
| Triple saut | Yoelbi Quesada 17,40 m                                                        | Charles Friedek 17,20 m                                                                                          | Jiří Kuntoš 16,97 m                                                                     |
| Lancer du poids | Andy Bloom 21,11 m                                                            | Adam Nelson 20,64 m                                                                                              | Stevimir Ercegovac 19,94 m                                                              |
| Lancer du disque | Frantz Kruger 66,90 m                                                         | Andy Bloom 64,68 m                                                                                               | Doug Reynolds 63,65 m                                                                   |
| Lancer du marteau | Zsolt Németh 80,40 m                                                          | Christos Polychroniou 79,83 m                                                                                    | Vladislav Piskunov 78,61 m                                                              |
| Lancer du javelot | Ēriks Rags 83,78 m                                                            | Gregor Högler 82,63 m                                                                                            | Isbel Luaces 82,18 m                                                                    |
| Décathlon | Raúl Duany 8050 pts                                                           | Stephen Moore 8028 pts                                                                                           | Benjamin Jensen 7982 pts                                                                |
| Records et Performances - AR : Record continental (area record) - CR : Record des championnats (championship record) - MR : Record du meeting (meet record) - NR : Record national (national record) - OR : Record olympique (olympic record) - PR : Record paralympique (paralympic record) - PB : Record personnel (personal best) - SB : Meilleure performance personnelle de la saison (season's best) - WL : Meilleure performance mondiale de l'année (world leader) - WJR : Record du monde junior (world junior record) - WR : Record du monde (world record) Circonstances et Conditions - DNF : N'a pas terminé (did not finish) - DNS : N'a pas pris le départ (did not start) - DQ : Disqualification (disqualification) - NM : Aucun essai valable enregistré (No Mark) - Q : Qualifié « directement » au prochain tour (ou à la prochaine compétition), lors d'une compétition majeure, grâce au classement ou à la réalisation des minima (automatic qualifier) - q : Qualifié au prochain tour (ou à la prochaine compétition), lors d'une compétition majeure, grâce au repêchage ou à la réalisation de l'une des meilleures performances parmi celles des « non qualifiés directement » (grâce au meilleur temps ou à la meilleure distance par exemple) (secondary qualifier) |                                                                               | |                                                                                         |

### Femmes
| 100 m | Angela Williams 11 s 19                                                                | Katia Benth 11 s 23                                                                    | Vírgen Benavídes 11 s 25                                                            |
| 200 m | Kim Gevaert 23 s 10                                                                    | Zuzanna Radecka 23 s 14                                                                | Nanceen Perry 23 s 27                                                               |
| 400 m | Ionela Târlea 49 s 88                                                                  | Mikele Barber 51 s 03                                                                  | Doris Jacob 51 s 04                                                                 |
| 800 m | Yuliya Taranova 1 min 59 s 63                                                          | Brigita Langerholc 1 min 59 s 87                                                       | Elena Buhaianu 2 min 00 s 26                                                        |
| 1 500 m | Elena Buhaianu 4 min 13 s 04                                                           | Luminita Gogîrlea Roumanie 4 min 14 s 61                                               | Ana Amelia Menéndez 4 min 14 s 95                                                   |
| 5 000 m | Rie Ueno 15 min 51 s 24                                                                | Ana Dias 15 min 53 s 23                                                                | Cristina Casandra 16 min 03 s 18                                                    |
| 10 000 m | Leigh Daniel 32 min 58 s 80                                                            | Yuri Kano 33 min 16 s 41                                                               | Annemette Jensen 33 min 36 s 11                                                     |
| Semi marathon | Rosaria Console 1 h 14 min 14 s                                                        | Yukiko Akaba 1 h 14 min 35 s                                                           | Marta Fernández 1 h 14 min 52 s                                                     |
| 100 m haies | Andria King 13 s 04                                                                    | Yolanda McCray 13 s 08                                                                 | Diane Allahgreen 13 s 17                                                            |
| 400 m haies | Daimí Pernía 53 s 95                                                                   | Joanna Hayes 54 s 57                                                                   | Ulrike Urbansky 54 s 93                                                             |
| 4 × 100 m | États-Unis Angela Williams Torri Edwards Lakeisha Backus Nanceen Perry 43 s 49         | Pologne Agnieszka Rysiukiewicz Monika Borejza Irena Sznajder Zuzanna Radecka 43 s 74   | Allemagne Shanta Ghosh Kirsten Bolm Andrea Bornscheuer Nicole Mahrarens 43 s 96     |
| 4 × 400 m | États-Unis Yolanda Brown-Moore Yulanda Nelson Mikele Barber Suziann Reid 3 min 27 s 97 | Russie Natalya Khrushchelyova Yuliya Taranova Olga Salnykova Anna Tkatch 3 min 30 s 54 | Royaume-Uni Natasha Danvers Dawn Higgins Lee McConnell Sinead Dudgeon 3 min 32 s 25 |
| 10 km marche | Claudia Iovan 44 min 22 s                                                              | Rossella Giordano 44 min 39 s                                                          | Valentyna Savchuk 45 min 23 s                                                       |
| Saut en hauteur | Monica Iagar 1,95 m                                                                    | Svetlana Lapina 1,93 m                                                                 | Solange Witteveen 1,93 m                                                            |
| Saut à la perche | Pavla Hamáčková 4,25 m                                                                 | Monique de Wilt 4,20 m                                                                 | Dana Cervantes 4,10 m                                                               |
| Saut en longueur | Olena Shekhovtsova 6,92 m                                                              | Adrien Sawyer 6,61 m                                                                   | Maurren Maggi 6,58 m                                                                |
| Triple saut | Olena Hovorova 14,99 m                                                                 | Wu Lingmei 14,55 m                                                                     | Adelina Gavrila 14,33 m                                                             |
| Lancer du poids | Yumileidi Cumbá 18,70 m                                                                | Song Feina 18,28 m                                                                     | Elisângela Adriano 18,17 m                                                          |
| Lancer du disque | Nicoleta Grasu 65,21 m                                                                 | Joanna Wiśniewska Pologne 63,97 m                                                      | Elisângela Adriano 62,23 m                                                          |
| Lancer du marteau | Mihaela Melinte 74,24 m                                                                | Lyudmila Gubkina 68,27 m                                                               | Manuela Montebrun 68,11 m                                                           |
| Lancer du javelot | Ewa Rybak 60,76 m                                                                      | Eufemija Štorga 59,30 m                                                                | Yanuris la Motaña 59,08 m                                                           |
| Heptathlon | Tiffany Lott 5959 pts                                                                  | Kateřina Nekolná 5900 pts                                                              | Clare Thompson 5766 pts                                                             |
| Records et Performances - AR : Record continental (area record) - CR : Record des championnats (championship record) - MR : Record du meeting (meet record) - NR : Record national (national record) - OR : Record olympique (olympic record) - PR : Record paralympique (paralympic record) - PB : Record personnel (personal best) - SB : Meilleure performance personnelle de la saison (season's best) - WL : Meilleure performance mondiale de l'année (world leader) - WJR : Record du monde junior (world junior record) - WR : Record du monde (world record) Circonstances et Conditions - DNF : N'a pas terminé (did not finish) - DNS : N'a pas pris le départ (did not start) - DQ : Disqualification (disqualification) - NM : Aucun essai valable enregistré (No Mark) - Q : Qualifié « directement » au prochain tour (ou à la prochaine compétition), lors d'une compétition majeure, grâce au classement ou à la réalisation des minima (automatic qualifier) - q : Qualifié au prochain tour (ou à la prochaine compétition), lors d'une compétition majeure, grâce au repêchage ou à la réalisation de l'une des meilleures performances parmi celles des « non qualifiés directement » (grâce au meilleur temps ou à la meilleure distance par exemple) (secondary qualifier) |                                                                                        |                                                                                        |                                                                                     |